# Gerard Bucknall
El Tinent general Gerard Corfield Bucknall CB MC (1894 – 1980) va ser un oficial de l'Exèrcit Britànic i comandant de Cos durant la Segona Guerra Mundial.
El 1914, durant la I Guerra Mundial, Bucknall va ser comissionat al The Middlesex Regiment, amb el que serví a França, amb certa distinció. Durant el període d'entreguerres serví amb l'exèrcit egipci (llavors, Egipte formava part de-facto de l'Imperi Britànic, i assistí a l'Acadèmia d'Estat Major de Camberley. Va ser comandant de batalló a l'esclat de la Segona Guerra Mundial, sent succeït per Brian Horrocks.
El 1941 va ser nomenat Comandant de la 53a Divisió (Gal·lesa), abans d'entrar en acció el 1943 amb la 5a divisió d'Infanteria en la Sicília i a Itàlia.
Bucknall impressionà a Montgomery, i quan va ser nomenat comandant de l'Operació Overlord, va fer a Bucknall comandant del XXX Cos; tot i que el Mariscal Alan Brooke, Cap de l'Estat Major Imperial, no creia que Bucknall fos capaç de comandar a aquest nivell. L'agost de 1944, Bucknall va ser retirat del comandament, donada la pobre actuació del XXX Cos, sent substituït per Horrocks. Montgomery reconegué havia estat un error nomenar Bucknall, i aquest rebé un comandament a Irlanda del Nord, on s'estigué fins al seu retir.